# 건흥 (서진)
건흥(建興)은 중국 서진(西晉) 민제(愍帝)의 연호이자 서진의 마지막 연호이다. 313년 4월에서 317년 3월까지 4년 동안 사용하였다. 316년 11월, 민제가 전조(前趙)에게 포로가 됨으로써 서진 왕조가 몰락한 이후에도 건강(建康)의 사마예(司馬睿) 통치 지역, 하서(河西)의 서평공(西平公) 장식(張寔) 통치 지역에서 계속 사용되었으며, 317년 3월, 동진(東晉)이 건국되면서 개원하였다.
같은 시기에 사용된 다른 연호로는 성한(成漢)에서 사용한 옥형(玉衡 : 311년 ~ 334년), 전조(前趙)에서 사용한 가평(嘉平 : 311년 ~ 315년), 건원(建元 : 315년 ~ 316년), 인가(麟嘉 : 316년 ~ 318년)가 있다.
한편, 전량(前凉){하서의 서평공 정권}은 301년 무렵부터 하서 지방에서 독립적인 정권으로 존속하면서 계속 서진에 신속하여 서진의 연호를 사용하였다. 서진이 멸망한 후에도 전량에서는 361년까지 계속 건흥의 연호를 사용하였다.

## 개원
영가(永嘉) 7년 4월 27일(313년 6월 7일)에 연호를 건흥(建興)으로 개원함.

## 연대대조표
| 건흥                | 원년           | 2년        | 3년                 | 4년                 | 5년        |
| 서력                | 313년          | 314년      | 315년               | 316년               | 317년      |
| 육십간지 (六十干支) | 계유(癸酉)     | 갑술(甲戌) | 을해(乙亥)          | 병자(丙子)          | 정축(丁丑) |
| 성한 (成漢)         | 옥형(玉衡) 3년 | 4년        | 5년                 | 6년                 | 7년        |
| 전조 (前趙)         | 가평(嘉平) 3년 | 4년        | 5년 건원(建元) 원년 | 2년 인가(麟嘉) 원년 | 2년        |

## 삭일(1일)
| 건흥 원년 (313년) | 1월             | 2월             | 3월             | 4월             | 5월             | 6월             | 7월             | 8월             | 9월             | 10월            | 11월            | 12월            |                 |
| ----------------- | --------------- | --------------- | --------------- | --------------- | --------------- | --------------- | --------------- | --------------- | --------------- | --------------- | --------------- | --------------- | --------------- |
| 삭일(음력)        | 정축일 (丁丑日) | 정미일 (丁未日) | 병자일 (丙子日) | 병오일 (丙午日) | 을해일 (乙亥日) | 을사일 (乙巳日) | 갑술일 (甲戌日) | 갑진일 (甲辰日) | 계유일 (癸酉日) | 계묘일 (癸卯日) | 임신일 (壬申日) | 임인일 (壬寅日) |                 |
| 율리우스력        | 313년 2월 12일  | 3월 14일        | 4월 12일        | 5월 12일        | 6월 10일        | 7월 10일        | 8월 8일         | 9월 7일         | 10월 6일        | 11월 5일        | 12월 4일        | 314년 1월 3일   |                 |
| 건흥 2년 (314년)  | 1월             | 2월             | 3월             | 4월             | 5월             | 6월             | 7월             | 8월             | 9월             | 10월            | 윤10월          | 11월            | 12월            |
| 삭일(음력)        | 임신일 (壬申日) | 신축일 (辛丑日) | 신미일 (辛未日) | 경자일 (庚子日) | 경오일 (庚午日) | 기해일 (己亥日) | 기사일 (己巳日) | 무술일 (戊戌日) | 무진일 (戊辰日) | 정유일 (丁酉日) | 정묘일 (丁卯日) | 병신일 (丙申日) | 병인일 (丙寅日) |
| 율리우스력        | 314년 2월 2일   | 3월 3일         | 4월 2일         | 5월 1일         | 5월 31일        | 6월 29일        | 7월 29일        | 8월 27일        | 9월 26일        | 10월 25일       | 11월 24일       | 12월 23일       | 315년 1월 22일  |
| 건흥 3년 (315년)  | 1월             | 2월             | 3월             | 4월             | 5월             | 6월             | 7월             | 8월             | 9월             | 10월            | 11월            | 12월            |                 |
| 삭일(음력)        | 을미일 (乙未日) | 을축일 (乙丑日) | 을미일 (乙未日) | 갑자일 (甲子日) | 갑오일 (甲午日) | 계해일 (癸亥日) | 계사일 (癸巳日) | 임술일 (壬戌日) | 임진일 (壬辰日) | 신유일 (辛酉日) | 신묘일 (辛卯日) | 경신일 (庚申日) |                 |
| 율리우스력        | 315년 2월 20일  | 3월 22일        | 4월 21일        | 5월 20일        | 6월 19일        | 7월 18일        | 8월 17일        | 9월 15일        | 10월 15일       | 11월 13일       | 12월 13일       | 316년 1월 11일  |                 |
| 건흥 4년 (316년)  | 1월             | 2월             | 3월             | 4월             | 5월             | 6월             | 7월             | 8월             | 9월             | 10월            | 11월            | 12월            |                 |
| 삭일(음력)        | 경인일 (庚寅日) | 기미일 (己未日) | 기축일 (己丑日) | 무오일 (戊午日) | 무자일 (戊子日) | 정사일 (丁巳日) | 정해일 (丁亥日) | 정사일 (丁巳日) | 병술일 (丙戌日) | 병진일 (丙辰日) | 을유일 (乙酉日) | 을묘일 (乙卯日) |                 |
| 율리우스력        | 316년 2월 10일  | 3월 10일        | 4월 9일         | 5월 8일         | 6월 7일         | 7월 6일         | 8월 5일         | 9월 4일         | 10월 3일        | 11월 2일        | 12월 1일        | 12월 31일       |                 |
| 건흥 5년 (317년)  | 1월             | 2월             | 3월             | 4월             | 5월             | 6월             | 7월             | 윤7월           | 8월             | 9월             | 10월            | 11월            | 12월            |
| 삭일(음력)        | 갑신일 (甲申日) | 갑인일 (甲寅日) | 계미일 (癸未日) | 계축일 (癸丑日) | 임오일 (壬午日) | 임자일 (壬子日) | 신사일 (辛巳日) | 신해일 (辛亥日) | 경진일 (庚辰日) | 경술일 (庚戌日) | 기묘일 (己卯日) | 기유일 (己酉日) | 기묘일 (己卯日) |
| 율리우스력        | 317년 1월 29일  | 2월 28일        | 3월 29일        | 4월 28일        | 5월 27일        | 6월 26일        | 7월 25일        | 8월 24일        | 9월 22일        | 10월 22일       | 11월 20일       | 12월 20일       | 318년 1월 19일  |

## 같이 보기
- 다른 왕조의 같은 연호
  - 촉한(蜀漢) 건흥(223년 ~ 237년)
  - 손오(孫吳) 건흥(252년 ~ 253년)
  - 성한(成漢) 건흥(304년 ~ 306년)
  - 전량(前凉) 건흥(313년 ~ 361년)
  - 후연(後燕) 건흥(386년 ~ 396년)

- 중국의 연호